# Hans Pries
Hans Pries (* 15. Februar 1914 in Kiel; † 11. November 2013 in Ahrensburg) war ein deutscher Nachrichtenoffizier und Verwaltungsjurist.

## Leben
Pries war nach dem Abitur und dem Freiwilligen Arbeitsdienst zunächst Supernumerar (Beamtenanwärter) und Praktikant der Post in Schleswig-Holstein und Hamburg.

### Wehrmacht
1936 ging er zur Wehrmacht und kam in die Divisions-Nachrichten-Abteilung 20. 1938 machte er die Besetzung des Sudetenlandes mit. Bei Beginn des Zweiten Weltkriegs war er Leiter des Nachrichtendienstes in der 170. Infanterie-Division. Mit ihr nahm er an der Besetzung Dänemarks teil. Zum Leutnant der Reserve befördert, wurde er in den aktiven Dienst übernommen. Im Westfeldzug kam er über Holland, Belgien und Paris an die Kanalküste der Normandie.
1941 wurde die Division als „Lehrtruppe“ nach Rumänien verlegt. Als Kompaniechef der 1./Nachrichten-Abteilung kam Pries über Bessarabien und die Ukraine in die Sowjetunion. Bereits mit dem Eisernen Kreuz II. Klasse ausgezeichnet, erhielt er auf der Krim das Eiserne Kreuz I. Klasse. Seine Truppe wurde vor Sewastopol bereitgestellt und in den Osten der Krim rückverlegt. Dort riegelte sie in Feodossija ein russisches Landeunternehmen vom Schwarzen Meer ab. In der Kertsch-Feodossijaer Operation eroberte die Rote Armee kurzzeitig die Halbinsel Kertsch zurück. Nach der Wiedereroberung der deutschen Lazarette in Feodossija zeigte sich, dass ca. 160 (lt. WUSt) zurückgelassene Schwerstverwundete samt Betreuer geschändet und ermordet worden waren. Nach der Erstürmung von Sewastopol, der „stärksten Land- und Seefestung der Welt“, wurden alle Soldaten der Division mit dem Krimschild ausgezeichnet.
Zum Hauptmann befördert, wurde Pries mit der Division an den Südrand von Leningrad verlegt. Als Kompaniechef der Nachrichtenabteilung der 28. Jäger-Division kam er nach Albanien, als Abteilungskommandeur im Panzer-Nachrichten-Regiment 2 (Wehrmacht) nach Serbien. In der 2. Panzerarmee war er Stabsoffizier beim Nachrichten-Führer und Ordonnanzoffizier im Generalstab.
Nach Kommandeurlehrgängen an der Heeres- und Luftwaffennachrichtenschule in Halle (Saale) und an der Heeresschule Bastogne in Belgien wurde Pries als Kommandeur der Nachrichten-Abteilung zur 716. Infanterie-Division kommandiert. Mit Resten der zurückgehenden deutschen Truppen kämpfte sie in der Entlastungsoffensive nach Südfrankreich. Zum Major befördert kam Pries mit der Division anschließend in die Vogesen. Dort musste sie französischen und amerikanischen Kampfverbänden ausweichen und sich nach der aussichtslosen Verteidigung Schlettstadts über den Rhein zurückziehen. Das Kriegsende erlebte sie als Kampfgruppe im Nordschwarzwald. Als Bauer verkleidet gelangte Pries zu Fuß und per Fahrrad nach Kiel.

### Kiel und Hamburg
Mit 31 Jahren begann Pries 1945 an der Christian-Albrechts-Universität zu Kiel Rechtswissenschaft zu studieren. Er gehörte zu den Gründern des Collegium Albertinum (Kiel). Mit ihm wurde er im Januar 1950 Corpsstudent bei Palaiomarchia-Masovia. Nach dem Ersten Staatsexamen (1949) war er Referendar in Nordrhein-Westfalen. Nach dem Zweiten Examen in Düsseldorf (1953) war er Anwaltsassessor in Minden. 1954 trat er in den Hamburgischen Staatsdienst. 1955 wurde er zum Rechnungshof der Freien und Hansestadt Hamburg  versetzt, in dem er vom Regierungsrat bis zum Vizepräsidenten aufstieg. Am 1. August 1974 wurde er Staatsrat, zuständig für Finanzen und Justiz. Zum 31. März 1979 wurde er pensioniert.